# Religião de William Shakespeare

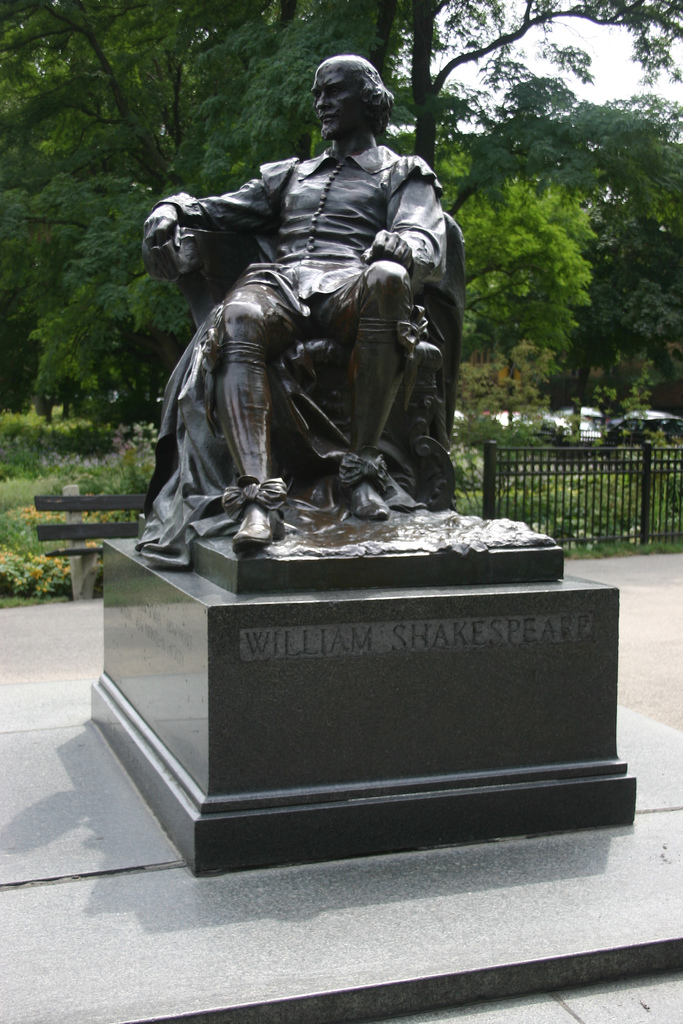
Estátua de William Shakespeare, Lincoln Park

Há diversas especulações sobre a religião de William Shakespeare, visto que evidências circunstanciais sugerem que a família de Shakespeare fosse católica e que ele simpatizasse com o catolicismo romano, embora esta tese tenha perdido popularidade ultimamente.

## A família de Shakespeare
Em 1559, cinco anos antes do nascimento de Shakespeare, a religião da Igreja Elizabetiana instituída na Inglaterra resolveu cortar laços finalmente com a Igreja Católica Romana. Nos anos seguintes, na Inglaterra, houve uma pressão extrema contra os católicos com o fim de os converter à Igreja Protestante da Inglaterra e foram feitas leis para a ilegalização do catolicismo e contra os que se recusavam aceitar a nova religião. Alguns historiadores acreditam que Shakespeare vivia fazendo uma resistência pacífica significativa e difundida para com a recente fé imposta. Certos eruditos, usando as evidências históricas e literárias, aceitam a discussão de que Shakespeare era um dos recusantes. Outros eruditos reivindicam que há evidências de que os sócios da família de Shakespeare eram católicos recusantes.
A evidência mais forte aparece num escrito em que se professa um catolicismo secreto assinado por John Shakespeare, pai do poeta. O escrito foi encontrado no século XVIII nas vigas de uma casa onde tinha sido numa ocasião habitada por John Shakespeare, e foi coligido e descrito pelo erudito respeitável Edmond Malone. Malone depois mudou a ideia e veio a declarar que tinha pensado que o trato era uma mera falsificação. Ademais, sabe-se que John participou na profanação de imagens católicas em Stratford-upon-Avon.
Embora o próprio documento do escrito no século XX se pensasse perdido, a evidência verificou que o teor informado de Malone do documento estava definitivamente num testamento escrito por Charles Borromeo e circulou por Edmund Campion, com cópias das quais ainda existe em italiano e em inglês. John Shakespeare também era cadastrado como um que não comparecia nas assembleias da igreja constituída, mas isto era "por receio de ser processado por Dívidas", de acordo com os comissários, não porque ele fosse um recusante. Então, novamente, para evitar os credores, somente pode ter sido por um conveniente pretexto para evitar não ir às orações da igreja estabelecida.
A mãe de Shakespeare, Mary Arden, era uma sócia de uma conspícua e determinada Família católica em Warwickshire. Em 1606, estava Susannah, filha de William, cadastrada como um dos residentes de Stratford que recusava tomar a Sagrada comunhão, por poder sugerir aos protestantes que ela nutria simpatias católicas. Podia, porém, também ser um sinal de simpatias Puritanas; A monja Judith de Susannah estava de acordo com algumas declarações, de um Puritano submetido ao novo regime religioso. Archdeacon Richard Davies, um clérigo anglicano do século XVIII, escreveu supostamente sobre Shakespeare: "Ele era um tanto papista".
Shakespeare era um grande escritor e criou vários poemas e livros Willian era um dramasticador que criava contas de drama

## A educação de Shakespeare
Quatro dos seis professores na escola secundária durante a mocidade de Shakespeare, A Escola Nova do rei em Stratford, podem ter sido simpatizantes católicos, e Simon Hunt, provavelmente tivesse sido um dos professores de Shakespeare, depois tornou-se num Jesuíta. Thomas Jenkins que sucedeu a Hunt como professor na escola de gramática era um estudante de Edmund Campion em St. a Faculdade de John, Oxford. O sucessor de Jenkins na escola secundária em 1579, John Cottam, era o irmão do padre jesuíta Thomas Cottam. Um aluno da escola secundária da mesma categoria de Shakespeare, Robert Debdale, uniu os Jesuítas a Douai e foi depois executado na Inglaterra.

## Anos perdidos
John Aubrey informou que Shakespeare tinha sido um professor rural, e este conto aumentou no século XX com a teoria de que o seu empregado poderia ter sido Alexander Hoghton de Lancashire, um proprietário de terras católico proeminente que deixou dinheiro no seu testamento para um certo "William Shakeshafte", referindo-se a fantasias teatrais e afins. O avô Richard de Shakespeare também tinha usado uma vez o nome Shakeshafte. Ackroyd soma aquele estudo de notas marginais no Hoghton cópia familiar das Crônicas de Edward Corredor, uma fonte importante para as histórias de Shakespeare e espectáculos em que ele entrava.

## Um possível casamento católico
O matrimónio do dramaturgo com Anne Hathaway em 1582 pode ter sido oficiado, entre outros candidatos, por John Frith na cidade de Templo Grafton algumas milhas de Stratford. Em 1586 a coroa nomeou Frith e este manteve-se até o aparecimento do Protestantismo, como um padre católico romano. Alguns imaginam que Shakespeare se tivesse casado no Templo Grafton em lugar da Igreja protestante em Stratford para que o seu casamento não fosse como um sacramento católico. Pensavam também, que tinha antecipado a cerimónia do matrimónio com a Anna por esta estar grávida de 3 meses.